# RC Toulonnais
RC Toulonnais (plným názvem Rugby Club Toulonnais) je francouzský ragbyový klub sídlící v Toulonu. Založen byl v roce 1908 a v historii získal tři tituly v nejvyšší francouzské soutěži, i v současnosti hraje Top 14.
Své domácí zápasy hraje RC Toulonnais na stadionu Stade Mayol, výjimečně absolvuje významná utkání na Stade Vélodrome v Marseille. Klubové barvy jsou červená a černá.

## Historie
Klub vznikl sloučením klubů Étoile Sportive Varoise and Stade Varois. V roce 1931 vyhrál Toulon francouzskou ligu. Druhé místo obsadil krátce po druhé světové válce v roce 1946 a znovu se prosadil na druhé místo na přelomu 60. a 70. let (1968 a 1971). V 80. letech nastala zatím nejslavnější éra klubu, kdy vyhrál dvakrát ligu (1987 a 1992) a byl ještě dvakrát druhý (1985 a 1989). V dalším období se i vinou finančních problémů propadl z nejvyšší soutěže a opakovaně se do ní nakrátko vracel (v té době za něj hrál i český reprezentant Martin Jágr).
S příchodem nového prezidenta klubu Mourada Boudjellala souvisely nákupy řady hvězd, např. bývalých kapitánů svých reprezentací Novozélanďana Tany Umagy a Australana George Gregana, získal i anglického veterána Jonnyho Wilkinsona, hrdinu mistrovství světa 2003. Posílený klub se znovu přiblížil vrcholu francouzské ligy v roce 2010, kdy skončil druhý v základní části Top 14 a v playoff vypadl v semifinále.